# Glyphodes mijamo
Glyphodes mijamo là một loài bướm đêm trong họ Crambidae.